# Takla Makan-mumierna

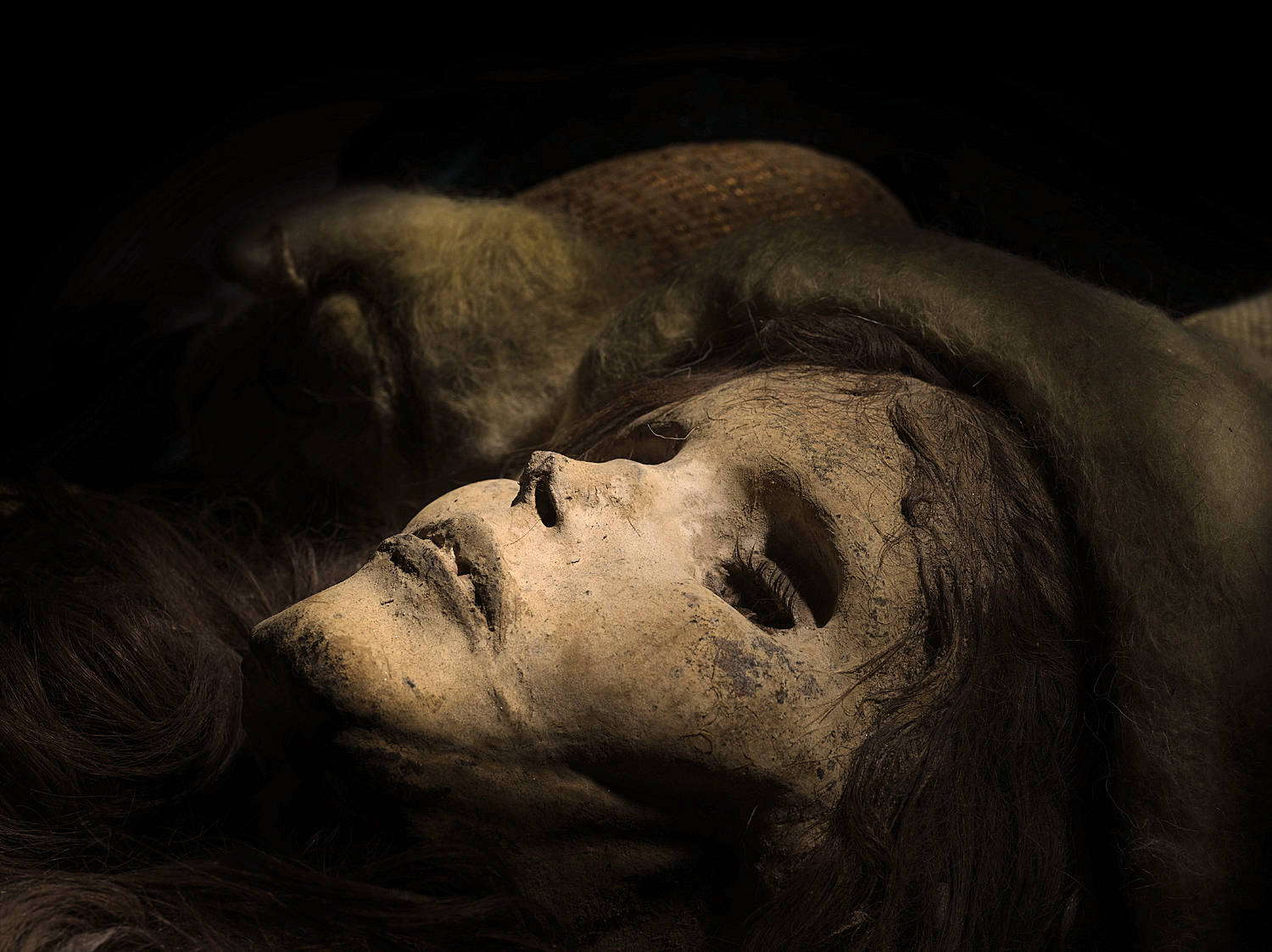
En av mumierna kallad Xiaoheprinsessan

Takla Makan-mumierna eller Tarim-mumierna är ett antal ljushyade mumier som har påträffats nära Ürümqi i Östturkestan i dagens Kina, daterade till cirka 1500 f.Kr. - 1000 f.Kr. Mumierna är rester från den nordöstligaste grenen av den indoeuropeiska folkvandringen under bronsåldern och indikerar ett möjligt tidigt utbyte med Kina. En av fyndplatserna är Xiaohe gravfält, även kalla Ördeks nekropol som undersöktes av Folke Bergman.